# Ricardo Capanema
Ricardo Esberad Capanema (Rio de Janeiro, 19 de setembro de 1933 — , 10 de maio de 1998) foi um nadador brasileiro, que participou de uma edição dos Jogos Olímpicos pelo Brasil.
Foi cirurgião-dentista e faleceu vítima de parada cardíaca.

## Trajetória esportiva
Começou a nadar por determinação da mãe; nadava e competia pelo Tijuca Tênis Clube, em provas de fundo e meio fundo.
Nos Jogos Pan-Americanos de 1951 em Buenos Aires (o primeiro Pan da história), ganhou uma medalha de prata no revezamento 4x200 metros livre, junto com Aram Boghossian, João Gonçalves Filho e Tetsuo Okamoto.
Participou das Olimpíadas de 1952 em Helsinque, onde nadou os 400 metros livre, não chegando à final da prova.
Nesse mesmo ano da Olimpíadas de Helsinque, ingressou na Faculdade Nacional de Odontologia da antiga Universidade do Brasil, atual Universidade Federal do Rio de Janeiro.
Também jogou polo aquático pelo Tijuca, mas não obteve o mesmo sucesso da natação. Praticou surfe até o fim de sua vida.